# Thapsus
Thapsus, thans het kustplaatsje Ras Dimas bij Bekalta, was een Fenicische havenstad aan de Golf van Hammamet, 30 km zuidoostelijk van het hedendaagse Monastir in Tunesië.

## Fenicische handelsstad
Thapsus werd door de Feniciërs gesticht op een schiereiland bij een zoutmeer en groeide uit tot een beduidende markt- en handelsplaats. In de 6e eeuw v.Chr. werd Carthago de belangrijkste macht in de regio: de westelijke Fenicische koloniën en handelsposten werden door de Carthagers overgenomen en ook vele nieuwe werden door hen gesticht. Behalve het oude Utica werden alle Fenicische nederzettingen gedwongen hun muren af te breken. Verder moesten ze hun leger ontbinden en geld of troepen aan Carthago leveren. Ook Thapsus kwam onder Carthaags bestuur.

## Onder Rome
Tijdens de Derde Punische Oorlog was Thapsus een van de zeven Punische steden die zich in Rome tegen Carthago verbonden. Na de vernietiging van Carthago door de Romeinen in 146 v.Chr. werd Thapsus een Romeinse stad in de nieuw opgerichte provincie Africa. Als civitas libera (vrije stad) behield de stad een grote mate van autonomie. Er werden onder andere strekdammen, versterkingen en een amfitheater aangelegd. Het was een vrij kleine plaats, maar een zeer sterke vesting: Thapsus was omsloten door een drievoudige omwalling met grachten.

## De slag bij Thapsus
In 48 v.Chr. versloeg Julius Caesar zijn tegenstrever Pompeius in de slag bij Pharsalus. Pompeius vluchtte naar Egypte en werd daar vermoord. Caesar hielp daarna Cleopatra in de oorlog tegen haar broer Ptolemaeus XIII; de Alexandrijnse Oorlog. Maar de Romeinse burgeroorlog van 49-45 v.Chr. was nog niet ten einde. De naar Numidië gevluchte medestanders van Pompeius hadden intussen een verbond gesloten met koning Juba I. Nadat Caesar in 47 v.Chr. in Hadrumetum was gearriveerd, besloot hij in het voorjaar van 46 v.Chr. Thapsus te belegeren, zodat de Pompeianen niet meer bevoorraad konden worden. Deze trokken met een groot leger van 40.000 à 50.000 man onder commando van Metellus Scipio, Juba en Caesars voormalige onderbevelhebber Titus Labienus tegen Caesar op. De slag bij Thapsus werd een volledige overwinning voor Caesar. Nadat Juba's troepen het slagveld verlieten was Scipio genoodzaakt zich over te geven. Caesar liet Scipio's soldaten, zo'n 10.000 man, allemaal executeren, wat zeer ongewoon was omdat Caesar zich normaal gesproken een genadig overwinnaar toonde. Sommige historici menen daarom dat Caesar een epileptische aanval kreeg tijdens de slag, en dat hij daarom niet geheel helder van geest was. Scipio en Labienus vluchtten naar Utica, waar ze door Cato werden geholpen naar Hispania te vluchten.

## Peutingerkaart

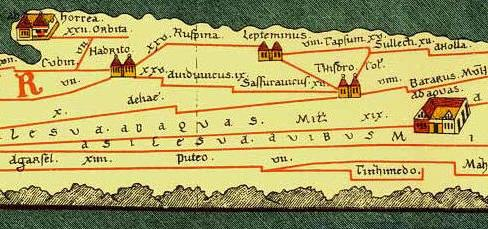
Gedeelte van de Peutingerkaart met Thapsum bovenin, tussen Lepteminus en Sullectum.

De Peutingerkaart (Tabula Peutingeriana) is een 13e-eeuwse kopie van een Romeinse reiskaart van het Romeinse Rijk uit de 3e tot 4e eeuw. Thapsus staat als Thapsum vermeld op de Peutingerkaart tussen Sullecti (Sullectum, hedendaags Salakta) en Lepteminus (Leptis Minor, hedendaags Lamtah).